# Deutscher Langwellensender
Der Deutsche Langwellensender war ein bundesweites Hörfunkprogramm der ARD, das von 1953 bis 1961 ausgestrahlt wurde und der Vorgänger des späteren Deutschlandfunks war.

## Geschichte
Anfang der 1950er Jahre gaben die Mitglieder der ARD dem Nordwestdeutschen Rundfunk (NWDR) den Auftrag, auf Langwelle ein bundesweites Hörfunkprogramm zu produzieren und auszustrahlen, nachdem der Rundfunk der DDR einen Langwellensender (Deutschlandsender) in Betrieb genommen hatte. Nach der Genehmigung durch die Alliierte Hohe Kommission strahlte der NWDR ab dem 8. Januar 1953 die ersten Versuchssendungen aus. Hierzu diente der für die Langwellenfrequenz 151 kHz umgebaute 100 kW-Mittelwellensender des „Reichssenders Hamburg“ von 1934.
Es wurde nur Musik gespielt, welche pro Stunde für drei Minuten durch einen Messton unterbrochen wurde. Da seinerzeit Radioprogramme mit hohem Musikanteil rar waren, wurde das damals noch namenlose Langwellenprogramm gerne in Gaststätten zur Unterhaltung der Gäste eingestellt.
Drei Jahre später, am 2. Mai 1956, konnte der inzwischen gegründete Norddeutsche Rundfunk (NDR) den Regelbetrieb des Programms aufnehmen. Außer Nachrichten zur vollen Stunde gab es jedoch keine Neuerungen, ansonsten wurde weiterhin nur Musik gespielt. Am 1. Mai 1958 erhielt das Programm den Namen Deutscher Langwellensender. Ab jetzt wurden von 16 bis 20 Uhr Wortsendungen und Programmhinweise aller ARD-Hörfunkprogramme ausgestrahlt, anschließend folgte bis 24 Uhr eine moderierte Musiksendung. Für das Programm des Deutschen Langwellensenders war der jeweilige Intendant des NDR verantwortlich.
Im Jahre 1960 wurde per Bundesgesetz die eigenständige Bundesanstalt des öffentlichen Rechts Deutschlandfunk (DLF) mit Sitz in Köln gegründet. Zum Jahresende 1961 erlosch damit der Auftrag der ARD an den NDR, den Deutschen Langwellensender zu betreiben. Die Langwellenfrequenz wurde dem neuen Sender Deutschlandfunk übergeben, der am 1. Januar 1962 mit der Ausstrahlung seines Hörfunkprogramms startete.

## Sendebetrieb
Da im Kopenhagener Wellenplan für Deutschland keine Langwellenfrequenzen vorgesehen waren, entschloss man sich, auf 151 kHz am unteren Ende des Langwellenbandes zu senden. Norwegen, das auf 155 kHz einen Sender in Tromsø betrieb, gab sein Einverständnis unter der Bedingung, dass eine Sendeleistung von 20 kW nicht überschritten wird. Ausgestrahlt wurde das Programm über den Sender Billwerder-Moorfleet des NDR in Hamburg. Dabei wurde das Verfahren der AM-kompatiblen Einseitenbandmodulation angewendet, da das in den damals von Seefunkdiensten genutzten Frequenzbereich hineinragende Seitenband unterdrückt werden musste.
Obwohl der Deutsche Langwellensender als bundesweites Programm konzipiert war, konnte er aufgrund der vergleichsweise geringen Sendeleistung von 20 kW und bedingt durch den dezentralen Senderstandort nur in der Nordhälfte Deutschlands empfangen werden. Die Leistung konnte jedoch bis 1962 auf 50 kW gesteigert werden.
Nach der Einstellung des Programms wurde noch bis zum 30. November 1962 der Deutschlandfunk über den Sender Billwerder-Moorfleet ausgestrahlt. Am 1. Dezember 1962 nahm die Deutsche Bundespost die Frequenz 151 kHz für den Deutschlandfunk zunächst am Standort Mainflingen bei Frankfurt in Betrieb. Seit 1967 wurde dann der Deutschlandfunk auf der gleichen Frequenz vom Sender Donebach im Odenwald ausgestrahlt. Auf der MW-Konferenz 1975 („Genfer Wellenplan“) wurde Donebach die Frequenz 153 kHz offiziell zugeteilt.
Mit der Einstellung der Langwellenverbreitung durch den Deutschlandfunk zum Jahreswechsel 2014/2015 endete der Betrieb des Senders Donebach.